# Гімнастки (телесеріал)
Гімнастки (англ. Make It or Break It) — американський телесеріал, що розповідає про життя гімнастів-підлітків, які прагнуть потрапити на Олімпійські ігри в Лондоні. Серіал був створений Холлі Соренсен, яка разом з Полом Ступіном є виконавчим продюсером серіалу.

## Сюжет
Боулдер у штаті Колорадо — місто, у якому розміщена одна з найкращих тренувальних баз зі спортивної гімнастики. Це також дім для трьох олімпійських надій — цілеспрямованої Пейсон Кілер, яка конкурує з усіма Лорен Таннер та популярної Кейлі Круз. Вони троє — основні кандидати на трійку призерів у національному чемпіонаті. 
Усе змінюється з раптовим прибуттям Емілі Кметко. Не дивно, що сходження «темної конячки» перешкодило багатьом людям, насамперед Лорен, яка поставила собі за мету дошкуляти новенькій на кожному кроці.

## Актори та персонажі

### Основні персонажі
| Актор               | Роль            | Сезон             | Сезон             | Сезон             |
| Актор               | Роль            | 1                 | 2                 | 3                 |
| ------------------- | --------------- | ----------------- | ----------------- | ----------------- |
| Джозі Лорен         | Кейлі Круз      | Основний персонаж | Основний персонаж | Основний персонаж |
| Айла Келл           | Пейсон Кіллер   | Основний персонаж | Основний персонаж | Основний персонаж |
| Кессі Сербо         | Лорен Таннер    | Основний персонаж | Основний персонаж | Основний персонаж |
| Челсі Хоббс         | Емілі Кметко    | Основний персонаж | Основний персонаж |                   |
| Кендіс Камерон Буре | Саммер ван Хорн | Основний персонаж | Основний персонаж | Періодична поява  |
| Ніл Джексон         | Саша Бєлов      | Основний персонаж | Основний персонаж | Періодична поява  |
| Ентоні Старк        | Стів Таннер     | Основний персонаж | Основний персонаж | Періодична поява  |
| Пері Гілпін         | Кім Кіллер      | Основний персонаж | Основний персонаж |                   |
| Сюзан Ворд          | Хлоя Кметко     | Основний персонаж | Основний персонаж |                   |
| Джонні Пакар        | Деймон Янг      | Основний персонаж | Основний персонаж |                   |

### Другорядні персонажі
| Актор                    | Роль                       | Сезон | Сезон | Сезон |
| Актор                    | Роль                       | 1     | 2     | 3     |
| ------------------------ | -------------------------- | ----- | ----- | ----- |
| Роза Блаззі              | Ронні Круз                 |       |       |       |
| Джейсон Мануель Олазабал | Алекс Круз                 |       |       |       |
| Бретт Каллен             | Марк Кіллер                |       |       |       |
| Ніколь Гейл Андерсон     | Келлі Паркер               |       |       |       |
| Закарі Бур Абер          | Картер Андерсон            |       |       |       |
| Ніко Торторелла          | Рейзер                     |       |       |       |
| Мішель Клуні             | Еллен Білз                 |       |       |       |
| Міа Роуз Фрамптон        | Ребекка "Бекка" Кіллер     |       |       |       |
| Ерік Палладіно           | Мартін "Марті" Волш        |       |       |       |
| Уайатт Сміт              | Брайан Кметко              |       |       |       |
| Маркус Колома            | Лео Круз                   |       |       |       |
| Коді Лонго               | Ніккі Руссо                |       |       |       |
| Марша Томасон            | Мері Джейн "Эмджей" Мартін |       |       |       |
| Меган Холдер             | Дарбі Конрад               |       |       |       |
| Джошуа Боуман            | Макс Спенсер               |       |       |       |
| Кеті Наджимі             | Шейла Бабойон              |       |       |       |
| Зейн Хольц               | Остін Такер                |       |       |       |
| Челсі Таварес            | Джордан Рендалл            |       |       |       |
| Аманда Лейтон            | Венді Кепшоу               |       |       |       |
| Том Маден                | Ріго                       |       |       |       |
| Рассел Піттс             | Джейк                      |       |       |       |
| Дондр Вітфілд            | Тренер МакІнтайр (Мак)     |       |       |       |

*Зеленим кольором позначені сезони, в яких фігурував персонаж. Сірим — сезони без персонажу.

## Виробництво та трансляція серіалу
Всі актори мають дублерів — еліту гімнастики, в т.ч. чемпіонів НАСС та олімпійців.

### Трансляція у США
Прем'єра відбулася 22 червня 2009 року на телеканалі ABC Family (переглянуло 2,5 млн. глядачів). Після піврічної перерви  у січні 2010 року серіал був продовжений на другий сезон, прем'єра якого відбулася 28 червня 2010 року о 10 вечора. На третій сезон серіал був продовжений 16 вересня 2011 року, прем'єра якого відбулася 26 березня 2012 року. А 26 квітня 2012 року, після завершення серії, було оголошено, що третій сезон буде останнім. Останню серію показали 14 травня 2012 року. 

#### Рейтинги Nielsen
У таблиці наведено середні розрахункові кількості глядачів за епізод, кожного есзону серіалу "Гімнастки" (оригін. Make It або Break It) під час трансляції на телеканалі ABC Family.
|      | Сезон | Кількість епізодів | Прем’єра        | Прем’єра | Фінал          | Фінал | ТБ Сезон  | Глядачі (млн) |
| Дата | Сезон | Кількість епізодів | Глядачів (млн)  | Дата     | Глядачів (млн) |       | ТБ Сезон  | Глядачі (млн) |
| ---- | ----- | ------------------ | --------------- | -------- | -------------- | ----- | --------- | ------------- |
|      | 1     | 20                 | 22 червня 2009  | 2.50     | 8 березня 2010 | 2.50  | 2009—2010 | 2.24          |
|      | 2     | 20                 | 28 червня 2010  | 1,83     | 23 травня 2011 | 1.49  | 2010—2011 | 1.68          |
|      | 3     | 08                 | 26 березня 2012 | 1,57     | 14 травня 2012 | 3.20  | 2012      | TBA           |

### Трансляція
- В Україні серіал транслювався телеканалом К1 влітку 2014 року.
- У Польщі серіал демонструвався каналом AXN Spin.

### Трансляція в інших країнах світу
- У Великій Британії[18] серіал транслювався на каналі E4;
- В Індії — телеканалі Zee Café;
- В Австралії — телеканалі Fox8;
- Жителі Канади дивились трансляцію на телеканалі ABC Spark;
- У Малайзії серіал транслювався на каналі RTM2;
- У Новій Зеландії — телеканалі TV2.

### DVD-релізи
Walt Disney Studios Home Entertainment випустив збірник перших 10 епізодів під оригінальною назвою "Make It або Break It - Volume 1: Extended Edition". Бонусний матеріал включає видалені сцени, продовжений фінал, який ніхто раніше не бачив, та документальний фільм "Making It", який показує, як зірки справляються з важкими трюками.
|  | Назва                            | Кількість епізодів | Дата релізу   | Додаткові матеріали |
|  | -------------------------------- | ------------------ | ------------- | --- |
|  | Сезон 1. Том 1: Розширена версія | 10                 | 12 січня 2010 | - Видалені сцени - Розширений фінал - Featurette "Making It " (короткий документальний фільм за лаштунками "Роблячи це") |
|  | Сезон 1. Том 2                   | 10                 | 4 січня 2011  | - Видалені сцени |
|  | Сезон 2. Том 3.                  | 10                 | 3 травня 2011 | - Видалені сцени |

## Нагороди та номінації
| Рік  | Премії             | Категорія                                                          | Одержувачі та номінанти | Результат |
| ---- | ------------------ | ------------------------------------------------------------------ | ----------------------- | --------- |
| 2009 | Teen Choice Awards | Вибір літа: серіал                                                 | "Гімнастки"             | Номінація |
| 2010 | Премія Грейсі      | Видатний Жіночий Актор в a допоміжну роль в a драматичному серіалі | Пері Гілпін             | Перемога  |
| 2010 | Teen Choice Awards | Вибір літа: серіал                                                 | "Гімнастки"             | Номінація |
| 2010 | Teen Choice Awards | Вибір літа: актор                                                  | Закарі Бурр Абель       | Номінація |
| 2010 | Teen Choice Awards | Вибір літа: акторка                                                | Джозі Лорен             | Номінація |
| 2011 | Teen Choice Awards | Вибір ТВ: драматичний серіал                                       | "Гімнастки"             | Номінація |
| 2011 | Teen Choice Awards | Вибір ТВ: акторка драматичного серіалу                             | Джозі Лорен             | Номінація |

## Список серій

### Сезон 1 (2009—2010)
| № серії | Назва та короткий зміст серії | Дата ефірного показу            |
| ------- | --- | ------------------------------- |
|         | |                                 |
| 1.01    | Пілот (англ. Pilot) Мріючи потрапити на Олімпіаду, юна гімнастка Емілі перевертає все з ніг на голову в тренувальному центрі «Рок» у Колорадо. Ставлячи під загрозу можливість однієї з гімнасток утриматися в трійці лідерів у майбутньому змаганні, Емілі, не бажаючи того, наживає собі ворогів | 22 червня 2009                  |
|         | |                                 |
| 1.02    | Де Марті? (англ. Where's Marty?) Коли Марті, головний тренер «Року», пішов, забравши з собою дівчат, що обіймали з 4 по 7 рейтингові місця, це викликало хаос у тренувальній залі. Пейсон, Кейлі та Емілі вирушають в Денвер, збираючись особисто зустрітися з колишнім тренером та дізнатись причини його зради. В цей час сімейство Круз (Ронні та Алекс) запрошує всіх батьків до себе додому. А Лорен зовсім не рада прохолодному прийому в новій залі та вражена відкриттям щодо свого батька та його «адміністратора» Саммер. | 29 червня 2009                  |
|         | |                                 |
| 1.03    | Випустити пару (англ. Blowing Off Steam) Напружена атмосфера все ще панує в «Році», оскільки дівчата продовжують тренування без тренера. Всі здивовані поверненню Лорен, Стіва та ймовірного приходу нового тренера вищого класу. Перед початком суворого режиму тренувань нового тренера, Емілі, Пейсон та Кейлі вирішують випустити пар на гучній пивній вечірці. На вечірці Емілі свариться з Рейзером, а Кейлі з Картером, коли той розуміє, що вона брехала йому. Пейсон не може повірити, що витрачає час даремно. Вечір пройшов зовсім не так, як уявляли дівчата, та приніс ще більше стресу. Між тим, день народження Лорен також виходить з колії, коли Саммер приходить на святкову вечерю. Як наслідок, Лорен йде на вечірку в сльозах. Після сварки з Кейлі, Картер проводить ніч з Лорен, позбавляючи її цноти. | 6 липня 2009                    |
|         | |                                 |
| 1.04    | Неділя, Кривавий Сашо, неділя (англ. Sunday, Bloody Sasha, Sunday) Дізнавшись про похід дівчат на пивну вечірку, Саша вимагає присутності дівчат в залі в неділю. В єдиний вихідний дівчат Пейсон, Кейлі, Емілі та Лорен змушені весь день працювати в поті чола, щоб зрозуміти, що їх очікує при спробі бути «звичайними підлітками». У перервах між віджиманнями, підтягуваннями та лазянням по канату, вони готові перегризти один одному горлянки. Пейсон звинувачує інших в тому, що вони її втягнули в цю ситуацію. Емілі переживає, що має бути на роботі, але вона застрягла в залі з дівчатками, яким навіть не подобається. Кейлі страждає через похмілля та сварку з Картером, який не виходить на зв’язок. Лорен в той час, страждає від випадкового сексуального зв'язку минулої ночі. | 13 липня 2009                   |
|         | |                                 |
| 1.05    | Мати та дочка грають у моделей (англ. Like Mother, Like Daughter, Like Supermodel) Команда «Року» зіткнулася з браком коштів перед Національними змаганнями. Це спонукало Кім та інших мам організувати показ мод, в якому братимуть участь матері з дочками. Це викликає шквал проблем. Ронні захоплена організацією показу, через що Кейлі відчуває себе самотньою, в той час, як потребує порад щодо любові та сексу. Лорен не хоче дефілювати в парі з Саммер, але використовує це для привернення уваги Картера. Емілі розлючена, що мати лізе до її спортивної кар’єри та розбазікує її секрети Деймону. Пейсон не хоче витрачати сили на всі ці «дівочі штучки». Саша натякає Кім, що вона не була для дочки зразком жіночності. Між тим, побачивши Лорен з Картером, у Саммер виникає відчуття, що між ними щось є. Намагаючись допомогти, Саммер розказує Лорен про своє минуле. Кейлі вирішує сказати Картеру, що вона готова зробити наступний крок в їх відносинах. | 20 липня 2009                   |
|         | |                                 |
| 1.06    | Між Роком та поваголю (англ. Between a Rock and a Hard Place) Вважаючи, що дівчатка досить мотивовані перед Національними змаганнями, Саша йде на ризик, запрошуючи Марті та команду Денвера на дружню зустріч. Пейсон сповнена рішучості показати свою перевагу, але дає про себе знати стара травма, що може призвести до сумних наслідків. Емілі також бажає показати все, на що здатна, але плани Саші менш грандіозні. Але чи готові дівчата прийняти цей виклик і команду Денвера, на чолі з чинною чемпіонкою країни Келлі Паркер? Тим часом Картеру доводиться переглянути свої відносини з Кейлі, коли Саша та Лорен висувають йому ультиматум. | 27 липня 2009                   |
|         | |                                 |
| 1.07    | Біжи, Емілі, біжи (англ. Run, Emily, Run) Після відмови Саші прийняти Емілі назад в «Рок», вона не знає, що робити, окрім як продовжувати тренуватися. На щастя, Деймон, з яким вона працює в піцерії, має ідею як вона може це робити в «Році». Тим часом з'ясовується, що Марк, батько Пейсон, втратив роботу, і тепер його родині доведеться ухвалювати важкі рішення. Одержимість Лорен Картером досягає нового рівня. | 3 серпня 2009                   |
|         | |                                 |
| 1.08    | В любові, на війні та в гімнастиці усі засоби хороші (англ. All's Fair in Love, War and Gymnastics) Вечірка у маєтку Круз перетворюється на хаос, коли батько Кейлі, Алекс, дізнається секрет доньки, що призводить до скандалу з Картером. У Пейсон знову виникають проблеми зі спиною, і це може зруйнувати всі її мрії про Національні змагання. Товариш по команді, Ніккі, пропонує просте рішення, яке змушує Пейсон брехати матері. | 10 серпня 2009                  |
|         | |                                 |
| 1.09    | Де Кейлі? (англ. Where's Kaylie?) Картер нарешті зізнається Кейлі в зраді, що ставить під загрозу її участь у змаганні. Пейсон засмучена, що не стає найкращою в рейтингу на колоді. Саша не певен чи зможе вона стати капітаном команди. Лорен розчарована, що мати не приїхала підтримати її на змаганнях. Попри особисті проблеми, Пейсон, Лорен та Емілі повинні об'єднатися, щоб знайти Кейлі. Вони знаходять її в гімнастичному таборі, де були колись у дитинстві. Лорен зізнається в інтрижці з Картером після вечірки, що виводить Кейлі з себе. В цей час Саммер, Кім, Хлої і Ронні зізнаються один одному в своїх помилках. Зрештою, заради перемоги дівчата вирішують бути однією командою, капітаном якої стає Емілі. Кейлі погоджується бути Лорен товаришем по команді, але не подругою. | 17 серпня 2009                  |
|         | |                                 |
| 1.10    | В усьому блиску (англ. All That Glitters) Дівчата прибувають у Бостон на Національний Чемпіонат зі спортивної гімнастики; вони повинні показати себе з найкращого боку, щоб потрапити у національну команду. Емілі не найкраще виступає в першому турі і тепер має зробити неможливе у другому, щоб увійти в дюжину найкращих спортсменок. Деймон хоче її підтримати і влаштовує їй зустріч з Брайаном. Саммер, дізнавшись, що Стів заборонив мамі Лорен бачитися з дочкою, розриває заручини, але залишається на стороні Лорен, підтримуючи її під час змагань. Пейсон дізнається, що Келлі Паркер таємно від усіх використовує знеболювальне, і викидає свою ампулу кортизону. Пейсон падає під час вправ на брусах. Лікарі повідомляють, що Пейсон має тріщину в хребті, і дівчина ніколи не зможе повернутися в гімнастику. Кейлі повертає Картеру намисто, оголошуючи кінець стосунків. Вона також повертає батькові підвіску з діамантами з його чемпіонського персня, шкодуючи, що він не може бути їй просто татом, а не менеджером. Кейлі виграє золоту медаль, випереджаючи Келлі Паркер, яка отримує срібло. Лорен посідає четверте місце. Емілі потрапляє у національну збірну. Після змагань команда повертається в Боулдер. Деймон стурбований тим, що має покинути Емілі, коли він поїде до Лос-Анджелесу, але Емілі заспокоює його поцілунком. | 24 серпня 2009                  |
|         | |                                 |
| 1.11    | Останньої миті (англ. The Eleventh Hour) Пейсон мріє, щоб її травма виявилася страшним сном і щоб вона змогла тренуватися далі. Батьки стурбовані, що вона відчуває себе значно гірше, ніж хоче показати, але вважають, що їй просто потрібно більше часу. В місті влаштовується парад на честь нової чемпіонки країни — Кейлі Круз. Кейлі доводиться багато часу приділяти рекламним кампаніям, які організовує Емджей. Лорен вважає, що чемпіоном повинна була стати Пейсон, і що вона ніколи б не зрадила своїх подруг "Року". Лорен хоче насолити Кейлі та придумує спосіб повернення Картера в "Рок", вважаючи що лише його присутності буде досить, щоб знищити Кейлі. Пейсон відмовляється приходити в "Рок" або дзвонити подругам, бо це нагадує їй про гімнастику. Вона навіть пропонує батькам переїхати в Міннесоту, щоб бути всім разом, тому що єдине, що тримало її в Колорадо — це гімнастика. Кім вирішує на час залишити "Рок", і Саммер погоджується стати менеджером клубу замість неї. Ніккі вважаючи себе винним у травмі Пейсон, приходить підтримати її, але Пейсон запевняє, що не вколола кортизон, який він дав, і що ще одна ампула лежить в її шафці в "Році". Лорен підслуховує розмову. Нарешті Кейлі відвідує Пейсон і зізнається, що їй дуже важко бути номером один у гімнастиці, просить поради. Пейсон не може нічого порадити, і Кейлі заплакана йде додому. Вночі Пейсон нарешті дає волю почуттям і розбиває свої нагороди. Деймон перед від’їздом влаштовує для Емілі романтичний вечір, але раптово повертається Рейзер. Деймон зізнається, що бачився з Рейзером кілька разів, але ніколи не розповідав про свої стосунки з Емілі. | 4 січня 2010                    |
|         | |                                 |
| 1.12    | Слідуючи за лідером (англ. Follow the Leader) Дівчата незадоволені тим, що Марті знову став їх тренером, і вони вирішують влаштувати саботаж. Емілі просить маму не втручатися в її життя в "Році" та гімнастику, аби не робити ще гірше. Саша намагається знайти для Пейсон інший спосіб залишитися в "Році" та пропонує їй посаду помічника тренера. Кейлі не може пробачити Картеру зраду. Рейзер допомагає Емілі поліпшити оцінки з математики. Саммер розповідає Емілі, що саме завдяки матері її запросили "Рок". | 11 січня 2010                   |
|         | |                                 |
| 1.13    | Каліфорнійські дівчата (англ. California Girls) Пейсон продожує вірити, що зможе повернутися в гімнастику, чим викликає занепокоєння батьків. Кейлі, Емілі та Пейсон їдуть на вечірку знаменитостей в Лос-Анджелес; вони особливо раді тому, що Лорен не запрошена на неї. Лорен шантажує Ніккі, змушуючи взяти її з собою. Емілі зустрічає Деймона, який розповідає, що все пішло не за планом. Лорен рятує Кейлі від скандалу, який хотіли влаштувати папараці. Після цього дівчата помирилися. Наступного ранку Пейсон відвідує найкращого хірурга штату, але той підтверджує, що вона ніколи не зможе повернутися в гімнастику. | 18 січня 2010                   |
|         | |                                 |
| 1.14    | Хіба ми не досить веселились? (англ. Are We Having Fun Yet?) Емілі не може зібратися, після того, як прочитала в інтернеті погані коментарі про себе. Пейсон починає відвідувати школу, де зустрічається з агресивною королевою групи підтримки, яка принижує дівчину після кількох порад з акробатики. Емілі, Кейлі та Лорен приходять на допомогу Пейсон. Хізер, член астрономічного гуртка, намагається допомогти Пейсон адаптуватися, але у неї немає бажання брати участь в якихось заходах. Айк, один з популярних хлопців школи, захищає Пейсон від групи підтримки, пропонує прогуляти заняття. У "Році" проходить день відкритих дверей, і Саша назначає цьогорічною темою свята "Радість". Кожен гімнаст має поставити свій номер, а Кейлі та Ніккі — дует, що проблематично, враховуючи їх протиріччя. Втім, вони знаходять спільну мову. Кейлі придумує цікавий номер. Хлої пропонує Емілі розповісти свою історію на свято в "Році". Емілі дає свій перший в житті автограф. | 25 січня 2010                   |
|         | |                                 |
| 1.15    | Любить, не любить (англ. Loves Me, Loves Me Not) Наступає День Святого Валентина, і Саммер пропонує Саші влаштувати вечірку в "Році". Він неохоче погоджується, але не схвалює ідею прочитати промову про утримання. Саша радить Кейлі збільшити складність номера для наступного змагання. Ніккі пропонує свою Кейлі допомогу. Щоб утримати Картера, Лорен намагається звести разом Кейлі і Ніккі, переконуючи Пейсон, що вони мають почуття один до одного. Вночі Картер застає Стіва з Хлої у гаражі. У школі Пейсон отримує троянду, припускаючи, що вона від Айка. Виявляється, що троянда — дарунок Хізер. Пейсон свариться з Айком, але саме ця сварка допомагає зрозуміти, що в світі є багато інших можливостей, крім гімнастики. Саммер переконує Сашу в необхідності промови після того, як втративши контроль, тренер цілує її. Емілі дізнається, що Деймон потрапив у в'язницю, придбавши крадену апаратуру для запису своєї пісні. Емілі розлучається з Деймоном, не розмовляє з Рейзером. Ніккі їде в Денвер, вважаючи, що в "Році" забагато драм. Пейсон запрошує дівчат з "Року" та Хізер до себе додому, щоб провести свято разом. Її мама рада, що Пейсон нарешті стала звичайним підлітком. В цей час Саша знаходить лікаря, який зможе провести Пейсон операцію | 1 лютого 2010                   |
|         | |                                 |
| 1.16    | За мною останній танець (англ. Save the Last Dance) Хізер запрошує Пейсон, Кейлі, Емілі та Лорен на шкільний бал. Дівчатка раді можливості хоч один вечір побути нормальними підлітками. Лорен запрошує Рейзера і Картера, а за тим продовжує пошуки того, з ким зустрічається її батько. Батьки Пейсон зустрічаються з лікарем, яка пропонує провести дівчині операцію. Вони не хочуть говорити Пейсон про цю можливість зараз, коли вона вже звикла до нового життя. Шкільна група скасовує свій виступ на балу і Пейсон запрошує "Шелтор Папс". На балу Кейлі не погоджується танцювати з Картером, але танцює зі старшокласником. Картер підходить до неї й питає, чи зможе вона пробачити його, чи слід рухатися далі. На загальний подив, на балу з'являється Айк і просить Пейсон потанцювати з ним. Лорен знаходить в машині батька нову сукню. Коли в ній на бал прийшла Емілі, Лорен здогадується, що її батько зустрічається з Хлої Кметко. Рейзер просить Емілі потанцювати з ним, і засмучений Деймон оголошує на сцені пісню, написану для Емілі, але він не може її заспівати і тікає. Емілі знаходить його на стоянці, де Деймон пояснює свій вчинок. Картер приходить в будинок до Лорен за своїми речами. Кейлі видаляє з телефону фотографію з Картером. Пейсон приходить додому, і батьки розповідають їй про можливість оперування. | 8 лютого 2010                   |
|         | |                                 |
| 1.17    | Віра та надія (англ. Hope and Faith) Лорен намагається зруйнувати відносини Хлої і Стіва, повідомляючи Хлої неправдиву інформацію про інших батькових жінок. Вона також натякає Емілі, аби визначити чи останньою дізналась про ситуацію. Національна збірна повернулася з Лондону, де тренувалась перед зустріччю з Китаєм. Дівчата розуміють, що аби бути відібраними в групу учасників на Олімпіаді, мають показати все, на що здатні. У перший день тренувань з Марті, Кейлі переживає і виступає погано, оскільки Келлі Паркер дізнається про стосунки її матері і Марті, Емілі дізнається про відносини своєї матері зі Стівом та свариться з Лорен, що теж позначається й на її виступі. Саша, дізнавшись про порушення професійної етики Марті, зривається. Згодом Саша з Марті домовляються дати дівчатам ще один шанс. В кінці серії Пейсон вирушає на операцію. | 15 лютого 2010                  |
|         | |                                 |
| 1.18    | Велика стіна (англ. The Great Wall) Дівчата підіймають планку у зв'язку з підготовкою до змагань проти Китайської Національної Збірної, яка приїжджає в "Рок". Між тим, мами проводять лотерею по збору коштів у "Піца Чак" для покриття дорожніх витрат китайської збірної. Саммер дізнається, що Саша ще не запросив китайських спортсменів, але вона зберігає цю таємницю від мам, адже ображена на жінок, що вважають її базікалом. Саммер думає відмовитися від роботи менеджером "Рок", але все ж лишається і Саша цілує її. Сім'я Пейсон перебуває в боргах після операції, тому сім'ї "Рок" вирішили підлаштувати для Кілерів виграш у 10 тисяч доларів в бінго. Після провалу збірної на змаганнях у Пекіні, китайська збірна погоджується приїхати в "Рок". Еллен Білс намагається завадити приїзду китайської збірної, вважаючи це викликом НГО. Кейлі вирішує пробачити Картера і цілує його в "Піца Чак". Лео повертається та фліртує з Емілі, у той час як Деймон боїться втратити її назавжди. Врешті решт, Деймон вирішує повернутись в студію, щоб стати «тим самим хлопцем» для Емілі. Пейсон кажуть, що вона може почати тренуватися, але дівчина нікому про це не каже. Примітка: У зв'язку з тим, що Лорен бере участь у змаганнях у Пекіні, це єдиний епізод, в якому Кессі Сербо не з'являється. | align="center"\| 22 лютого 2010 |
|         | |                                 |
| 1.19    | Єдине, чого варто боятись (англ. The Only Thing We Have to Fear...) Дівчата Року живуть в ізоляції, готуючись зустріти Китайську Національну Збірну. Саммер цілодобово чергує в спортзалі, а Саша намагається, щоб їх близькість переросла у стосунки. Кім розповідає Саші, що Пейсон отримала дозвіл на тренування, хоча сама Пейсон досі нікому не розповіла, навіть протягом тижня ізоляції. Саша ставить Пейсон в пару до Емілі, та росить допомогти Емілі перебороти страх перед приземленням "в сліпу", сподіваючись, що Пейсон знайде спосіб перемогти і свій страх. Еллен Білс продовжує шукати способи зупинити "Рок", а дівчата конфліктують. Кейлі розривається, не знаючи, брати участь в змаганнях зі своєю командою чи слухати НГО, які порадили їй ігнорувати приїзд збірної. Деймон дізнається, що виграв конкурс. НГО дізнається про роботу Емілі в "Піца Чак" та повідомляє, що участь в змаганнях вартуватиме встрати стипендії через порушення умов її надання. Батько Кейлі подає на розлучення, дізнавшись про роман Ронні з Марті. Кейлі дізнається, що Картер живе в гаражі у Лорен. | 1 березня 2010                  |
|         | |                                 |
| 1.20    | Ми сім’я? (англ. Are We Family?) Дівчатка відчувають себе неготовими конкурувати з Китайською Національною Збірною. Кейлі вирішує не змагатись, чим засмучує дівчат. Емілі бориться з кризою довіри, та засмучена незмогою бачити Деймона через "Рок" та правила НГО. На змаганнях Саша і дівчата радіють приходу Кейлі. яку напоумив батько. Кейлі може отримати медаль на світить медаль у вільних вправах, але не на брусах. Коли Лорен отримує травму під час виступу на колоді, Саша просить Пейсон виступити, очікуючи не медалі, а натхнення команді. Вперше після травми Пейсон виконує програму на брусах. Емілі виконує приземлення "в сліпу". Лорен засмучується, коли Кейлі та Ченжи Чо обходять її на колоді. Рок виграє в цілому п'ять медалей на змаганнях, це більше, ніж Національна Збірна США в Пекіні. Дівчата відзначають свою перемогу в "Піца Чак", де Лео розповідає Емілі, що сховав лист Деймона, бажаючи захистити дівчину від сторонніх думок на змаганні. Уся команда слухає інтерв'ю Деймона на місцевій радіостанції, де він говорить, що він любить Емілі, але знає, що у неї є свої мрії, а тому відпускає її. Деймон співає пісню, написану для Емілі, вперше співаючи перед іншими. Це змушує Емілі зрозуміти, що вона має попрощатися з Деймоном, перш ніж він поїде в тур, і Кейлі відвозить її до радіостанції. Емілі дізнається, що шоу було попередньо записано, та Деймон вже відлетів. Кейлі залишає повідомлення Картеру, кажучи йому, що вона його любить і запрошує його до себе вночі. Але в кінці Картер з'являється в будинку Лорен і цілує її.                                                                             | 8 березня 2010                  |

### Сезон 2 (2010—2011)
| № серії | Назва і короткий зміст серії | Дата ефірного показу |
| ------- | --- | -------------------- |
|         | |                      |
| 2.01    | Тримай друзів близько, а ворогів — ще ближче (англ. Friends Close, Enemies Closer) "Рок" провели бунтарські змагання і виграли більше медалей, ніж Національна Збірна США у Китайської Національної Збірної, але "Рок" пішов проти НГО. "Рок" хоче дізнатись, чи їдуть дівчата на змагання у Францію, але Білс відмовляє. Пейсон повернулася і вона сповнена рішучості дістатися вершини ще раз, відмовляючись визнати, що травма спричинила зміни в її тілі, і, отже, вона ніколи не буде такою ж гімнасткою, як раніше. Всупереч порад Саші, вона вирішує подати прохання, щоб виступити перед Національним комітетом США з гімнастики у Франції, оскільки хоче повернутися в збірну як можна раніше. Дівчатка бояться, що через Сашу не зможуть поїхати до Франції, і за його спиною продумують, як виконати мрії. Кейлі, Пейсон, Емілі і Лорен зустрічаються з Еллен Білс, але отримують не те, на що сподівалися. | 28 червня 2010       |
|         | |                      |
| 2.02    | Все або нічого (англ. All or Nothing) Після того, як дівчат допустили в збірну США, вони їдуть до Франції, щоб стати ще на крок ближче до своєї мрії. Зухвалість, ревнощі, саботаж і невпевненість в собі, а також Еллен Білс, що нависає над дівчатами, роблять тиск майже нестерпним. Кейлі та Лорен все сперечаються, Емілі сохне по Деймону, а Пейсон ставить олімпійське майбутнє на кін. Емілі збігає, щоб попрощатися з Деймоном, сподіваючись, що це допоможе повністю відпустити один одного, щоб вона могла зосередитися на своїй гімнастики. Еллен Білс ловить Емілі, коли вона повертається в номер. Емілі знімають зі змагань, що дозволяє змагатися Лорен, яка приїхала до Франції запасною. Пейсон виступає перед Національним комітетом, але її клопотання не задовольняють. | 5 липня 2010         |
|         | |                      |
| 2.03    | Змагання між статями (англ. Battle of the Flexes) Олімпійський чемпіон Остін Такер, переходить в "Рок". Між ним та дівчатами виникає суперечка, приводом для якої стають чоловічі снаряди, які хочуть поставити чоловічі снаряди на місце жіночих. Для вирішення суперечки між чоловічою і жіночою частиною спортсменів, Саша вирішує влаштувати змагання за вільне місце в залі. За правилами змагання дівчата повинні виступати на чоловічих снарядах і навпаки. Пейсон не певна у своєму майбутньому в гімнастиці. Кейлі, Емілі та Лорен змушені змагатися з чоловіками самостійно. Чи зможуть вони перемогти хлопців або будуть змушені перенести свої снаряди в холодну прибудову? Чи буде Пейсон боротися за свою мрію, або назавжди піде зі спорту, який зруйнував її? | 13 липня 2010        |
|         | |                      |
| 2.04    | Нагороду отримує... (англ. And the Rocky Goes To...) "Рок" готується до щорічного бенкету, і Лорен прагне виграти нагороду "Міс Конгеніальність" (Rocky) найкращим способом, який знає — підкупом та шахрайством. Чи отримає Лорен нагороду після всіх безкоштовних коктейлів, заколок і масажу, або кубок отримає тиха, але сильна Емілі? Між тим, Пейсон і Кейлі йдуть на крайнощі для досягнення, здавалося б, недосяжної мети. Пейсон важко бачити, як сестра обганяє її у світі гімнастики. Саммер і Саша цілуються після того, як вона занадто багато випиває на бенкеті. Саша проводжає Саммер до дому. Але не заходить всередину. | 20 липня 2010        |
|         | |                      |
| 2.05    | Я не танцюю, і не просіть (англ. I Won't Dance, Don't Ask Me) У зв'язку з наближенням змаганнями, Саша вимагає від дівчат поліпшення і без того складних вільних програм. Замість того, щоб зосередиться, Лорен проводить час з Картером, і в той же час, намагається переграти Емілі. Але не лише Лорен має проблеми: Кейлі щосили намагається примирити батьків, що без перестанку сваряться, а Пейсон не вірить, що може бути тендінтною та витонченою як квітка. Остін допомагає Емілі з відпрацюванням рухів, поставлених дорогим хореографом. Чи в змозі дівчата придумати і поставити програми, щоб зійти з ними на вершину, або матимуть проблеми і труднощі, які вкрай виснажать бунтарок з "Року"? | 27 липня 2010        |
|         | |                      |
| 2.06    | Веселощі не мають меж (англ. Party Gone Out of Bounds) Остін запрошує дівчат на вечірку в своєму будинку біля озера. Кейлі намагається контролювати дівчаток і каже Остіну, що вони не підуть, але всі врешті решт опиняються на вечірці. Лорен намагається налякати Хлої, сказавши їй, що позбудеться її так само, як колись позбулась Саммер. Саша і Саммер йдуть на побачення, яке маскують під ділову зустріч, коли натикаються на Стіва та Хлоєю. Саммер впливає на Хлої і остання вирішує припинити займатися сексом зі Стівом в його будинку. Остін цілує Кейлі. Лорен і Картер сперечаються через вкрадену програми Емілі. В кінці епізоду, Хлої застає Лорен і Картера в ліжку в гаражі квартири Таннерів. | 3 серпня 2010        |
|         | |                      |
| 2.07    | З якого ти тіста? (англ. What Are You Made Of?) Кейлі, Емілі, та Лорен проводять останні тренування перед пробними на Чемпіонат Світу, в той час як Пейсон навчається у балетному класі. Саша стурбований станом здоров'я Кейлі та просить Марті не дозволити їй виконувати елемент, необхідний для перемоги. Марті звільняють як тренера Національної Збірної, його місце займає Еллен. В Емілі настають важкі часи з Еллен Білс, і вона починає потроху втрачати віру в себе. Зрештою, бунтарки з "Року" показують себе, а Лорен, Емілі та Хлої дізнаються, що Стів Таннер таємно фінансує Емілі. | 10 серпня 2010       |
|         | |                      |
| 2.08    | На дні (англ. Rock Bottom) Хлої ставить ультиматум Лорен: або дівчина сама скаже батькові про стосунки з Картером, або це зробить Хлої. Лорен розповідає Саммер, що нібито Хлої знала і підтримувала її відносини з Картером. Саммер розповідає це Стіву. Стів розлучається з Хлої, тому що думає, що не може довіряти їй. Лорен та Емілі розлючені, дізнавшись про джерело стипендії. Остін бачить, що Кейлі стала стрункішою, та розказує, що його сестра мала анорексію, що поклало край її гімнастичній кар’єрі. Без стипендії Кметко знову починають відчувати фінансові труднощі. Емілі заарештовують за крадіжку вкрай необхідних ліків для її брата Брайана. Пейсон доводить свою нову програму до досконалості, В пориві радості Пейсон цілує Сашу, але він відштовхує її. Пейсон тікає, боячись його реакції. | 17 серпня 2010       |
|         | |                      |
| 2.09    | Якби тільки... (англ. If Only...) Емілі просить Рейзора витягти її з в'язниці, бо вона не може додзвонитися до матері. Поцілунок Пейсон з Сашею був знятий на камеру. Лорен знаходить запис та надсилає обрізане відео Еллен Білс, бо хоче аби Саммер покиинула Сашу та повернулась до Стіва. Еллен приносить зображення з поцілунком Пейсон і Саші на вибори "Рок", використовуючи його, щоб допомогти Стіву обійти Кім у виборах на посаду президента Батьківської Ради. Мама Лорен з’являється у Боулдері, щоб заново почати спілкуватися з донькою. Стів не дозволяє їй зустрітися з Лорен; жінка гине в автокатастрофі. Деймон повертається в Боулдер, він тільки що отримав контракт на запис, що вражає Емілі, але вони знову сваряться і в результаті, розлучаються. | 24 серпня 2010       |
|         | |                      |
| 2.10    | На краю всесвітніх змагань (англ. At the Edge of the Worlds) Національний комітет зі спортивної гімнастики забороняє Саші тренувати дівчаток, і Стів, як новий голова Батьківської Ради, відсторонює його від роботи в "Рок". Саммер майже забуває про своє прагнення утримуватись до шлюбу, але Саша не хоче, щоб вона зрадила своїм переконанням заради нього. Шукаючи танцюристів для кліпу, Деймон з агентом бачить Хлої, яка працює барменом в стриптиз-клубі. Вона повідомляє йому про неприємності Емлі з законом. Дата суду Емілі та відбіркових в збірну на Чемпіонат Світу збігаються, і Деймон просить вітчима-юриста, з яким він в дуже поганих відносинах, допомогти. Вітчим Волтер погоджується, і Емілі отримує нову дату слухання. Суддя дзвонить в "Рок", але Еллен Білс переконує його не змінювати дату суду. Емілі цього не знає, і йде на відбір до Чемпіонату Світу. Остін йде до Ронні і Алекса з побоюваннями, що у Кейлі анорексія і вона не повинна змагатися, але коли Остін заявляє, що він закоханий у Кейлі, Алекс виганяє парубка з дому, відмовляючись вірити у проблеми доньки. Стів, нарешті, говорить Лорен, що Леслі дійсно любила її, і що він був єдиним, хто забороняв матері бачитися з дочкою. Батько Саші, Дмитро Бєлов, йде на відбіркові для ЧС, для підтримки та настанов дівчат з "Року". Саша запитує Пейсон, чи готова вона прийняти свою нову долю як артистичної гімнастки, а потім веде її на відбіркові і переконує суддів подивитися виступ Пейсон. Поліцейські з'являються на відбіркових змаганнях, щоб заарештувати Емілі, але Деймон переконує їх дозволити їй закінчити опорний стрибок. Кейлі не витримує і падає під час програми на колоді — її відправляють в лікарню. Зрештою, Лорен, Емілі та Пейсон потрапляють в збірну США, аби представити її на Чемпіонаті Світу. Стан Кейлі в команді вирішиться після того, як лікарі обстежать дівчину, щоб побачити, чи достатньо вона здорова для змагань; якщо ні — вона втрачає своє місце в команді на Чемпіонаті Світу. Саммер повернулася до Стіва, розуміючи, що не може любити людину, яка не поділяє її переконань, і вирішує, що у неї більше немає почуттів до Саші. Емілі сидить у в'язниці на побачення з Хлої і Деймоном. Пейсон отримує листа від Саші. Кейлі в лікарні з Остіном. Саша їде. | 31 серпня 2010       |
|         | |                      |
| 2.11    | Все нормально (англ. The New Normal) Емілі, Лорен і Пейсон готуються до гімнастичної вистави в Денвері, в той час як Кейлі живе в реабілітаційному центрі вдалині від товаришів по команді та сім'ї. У реабілітаційному центрі Кейлі знайомиться з Мейв, красивою моделлю, яка теж страждає на анорексію. Маркус, представник НГО, зустрічається з Хлої, Емілі та Сінді, інспектором з умовно-засудженим, щоб обговорити статус Емілі після того, як вона була заарештована за крадіжку ліків. Сінді повідомляє, що Емілі дозволено відвідувати тільки дім і "Рок", а поїхати на виставу в Денвер зможе лише якщо погодиться одягти спеціальний браслет для стеження. Емілі засмучується, бо коли вона буде виступати, всі побачать пристрій. На виставці дівчата дізнаються, що Келлі Паркер повернулася, і "Еліта Денвера" також буде представлена на виставі. Остін знайомить Лорен і Пейсон зі своїм старим другом Максом, якому відразу ж сподобалася Пейсон, але вона видається байдужою. Дівчата дізнаються, що Макс планує переїхати в Колорадо і вибирає між клубами Боулдера та Денвера. Лорен, якій сподобався Макс, звичайно ж пропонує Боулдер. Пізніше на вечірці, дівчата бачать Картера з Келлі Паркер, і він повідомляє їм, що перейшов в команду Денвера. У той час як всі інші на вечірці, Макс проводить час разом з Пейсон і робить кілька знімків. Кім дізнається у Марті, де знаходиться Саша, і намагається переконати його не їхати до Румунії, але він відповідає відмовою. На виступі в Денвері, у Емілі зісковзує гетр і всі бачать браслет для стеження на щиколотці. Після виступу дівчина вибачається перед натовпом. | 28 березня 2011      |
|         | |                      |
| 2.12    | Вільні люди (англ. Free People) Кейлі засмучена перебуванням в реабілітаційному центрі, і більш за все прагне повернутися до тренувань. Мейв вчить Кейлі, як і що треба говорити, щоб вийти з центру як можна швидше. Стів запрошує Дарбі Конрад, 25-річну дворазову олімпійську чемпіонку, срібного призера як нового головного тренера "Рок". Всі, а особливо Пейсон, скептично ставляться до здатності Дарбі тренувати дівчат;в той час як Лорен дууже рада, бо як тренера отримала "старшу сестру" з гумнастичного табору. Дарбі має грайливий характер і хоче бути для дівчат більше другом, ніж лідером і тренером. Вона повідомляє дівчатам, що не буде встановлювати суворих правил та заборон. Вона сподівається, що вони, як гімнасти і жінки, мають хороший самоконтроль, який необхідний у їх професії. Лорен просить зробити її капітаном команди у відсутність Кейлі. Емілі та Пейсон не згодні. Дарбі влаштовує змагання за титул між Пейсон і Лорен. Вони йдуть "ніздря в ніздрю", але дівчата будуть шоковані результатами. Деймон повертається в Боулдер для запису альбому, Емілі щаслива, бо може вільно з ним зустрічатися. Терапевт Кейлі стверджує, що може повернутися додому, але не у тренувальний зал. Терапевт пропонує батькам Кейлі використати цей час, щоб розвинути у неї інші інтереси. Стів просить Саммер дати йому другий шанс, вона погоджується, і вони офіційно знову разом. Маркус повідомляє Емілі та Хлої, що НГО вирішила залишити Емілі в збірній, якщо вона підпише контракт, який забороняє друзів, хлопців, роботу, дозвілля, і взагалі знаходитись деінде, крім спортзалу і дому. Ронні та Алекс віддають Кейлі їх звукозаписну студію. Проте вона дуже засмучена, що не може тренуватися. Кейлі говорить Емілі, що Деймон може використовувати звукозаписну студію Ронні в будинку Крузо. Емілі каже Деймону, що через контракту заборона на стосунки над нею знову в силі, але вона готова зайнятися з ним сексом, перш ніж вони знову розлучаться. | 4 квітня 2011        |
|         | |                      |
| 2.13    | Система приятеля (англ. The Buddy System) Новий тренер Дарбі дає дівчаткам завдання: освоїти програму партнера. Пейсон належить перейняти сексуальні рухи Лорен, яка впевнена, що для Пейсон вони завжди будуть чуждими. Пейсон і сама не вірить, що зможе. Кейлі відвідує групову терапію в Боулдері, але продовжує заперечувати анорексію. У Боулдер приїжджає Мейв, яку випустили з реабілітаційного центру. Вона каже, що аби переконати батьків Кейлі дозволити займатись доньці спортом, треба налаштувати їх проти терапевта. За допомоги Мейв, Кейлі майже досягає бажаного. Емілі дізнається, що її мати працює барменом в стриптиз-клубі. Стів був готовий зізнатися Саммер в тому, що в історії з фото поцілунку Пейсон і Саші винна Лорен, але Лорен в останній момент зупиняє його. Остін намагається допомогти Пейсон розкрити свою сексуальність. Як наслідок, Пейсон дивує всіх своїм виступом. Макс пропонує Пейсон зустрітися. Кейлі влаштовує скандал батькам і зізнається, що дурила терапевта, визнаючи у себе анорексію. Кейлі дізнається, що Мейв померла. | 11 квітня 2011       |
|         | |                      |
| 2.14    | Життя або смерть (англ. Life or Death) В "Рок" має відбутися зустріч з гімнастами з Далласа, одного з найсильніших клубів країни. Але зустріч скасовується, і замість Далласа до них приїжджає Пайнвуд — найслабший клуб. Дарбі домовляється з Пейсон, щоб та надихнула всіх, а натомість вона допоможе їй з новою вправою. Макс приходить до Пейсон додому, щоб зробити нові знімки гімнасток для клубу. Коли Макс проводить фотосесію у Лорен, вона намагається спокусити його, але в цей момент входить Саммер. Деймон просить Кейлі допомогти йому з новою піснею, а натомість пропонує Кейлі разом сходити на похорон Мейв. Пізніше Деймон з Кейлі разом виступають у "Піца Чак". Бачачи не бойовий настрій дівчат, Дарбі лишає всіх на ніч в "Рок". Але зібравшись, вони вирішують піти на концерт Деймона, де всі ще більше відволікаються від майбутньої зустрічі з Пайнвуд. Як наслідок, "Рок" програють через відсутність бойового духу та помилкові рішення тренера. По закінченню зустрічі, дівчата заявляють, що не хочуть бачити Дарбі своїм тренером. Кейлі визнає, що має анорексію. | 18 квітня 2011       |
|         | |                      |
| 2.15    | Серце Угорщини (англ. Hungary Heart) Стів дає Дарбі ще один шанс стати справжнім тренером, і дівчата повинні проявити себе на майбутньому турнірі в Угорщині. Пейсон дізнається адресу Саші в Румунії. Емілі повідомляє Деймону про своє рішення остаточно розлучитися, через незмогу довіритись. У літаку Пейсон пропонує Емілі та Лорен в аеропорту Англії сісти на інший літак, щоб дістатися до Румунії, повернути Сашу в "Рок" і приїхати поїздом до Будапешта. Їм вдається втекти від Саммер і Дарбі. Дівчата зустрічаються з Сашею, однак він непохитний. Пейсон говорить Саші, що він перестав бути для неї сильною людиною, і повертає його золоту медаль. Вночі Саша приїжджає в Будапешт та каже дівчаткам, що готовий знову стати тренером. Кейлі та Деймон зближуються. Після виступу, Емілі і Сашу викликає голова комісії Угорщини і повідомляє, що аналізи сечі Емілі показали, що вона вагітна. | 25 квітня 2011       |
|         | |                      |
| 2.16    | Реквієм за мрією (англ. Requiem for a Dream) Емілі дізнається, що вже на шостому тижні вагітності. Лікар забороняє заняття гімнастикою — це може зашкодити дитині. Хлої говорить про можливість аборту. Саша вимагає ухвалити рішення, яке визначить її майбутнє. Записуючи пісню, Кейлі та Деймон цілуються, але Кейлі відразу шкодує про це і йде. Лорен наполягає на швидких заручинах батька з Саммер. Він погоджується і робить Саммер пропозицію, але та відповідає, що потребує часу на роздуми. Саммер йде до Саші перевірити силу почуттів. В розмові їх думки з приводу аборту Емілі розходиться, і Саммер приймає пропозицію Стіва. Маркус приїжджає в «Рок» та повідомляє Емілі, що вона прийнята в команду, але потрібно щось вирішити з вагітністю. Емілі розповідає Пейсон про вагітність. Емілі звертається за підтримкою до Деймона. Кейлі приходить до Емілі та розповідає про поцілунок з Деймоном. Кейлі каже всім, що може знову приступити до тренувань. Саша стає тренером Національної Команди. | 2 травня 2011        |
|         | |                      |
| 2.17    | Бути вірним собі (англ. To Thine Own Self Be True) Кейлі нарешті повернулася до тренувань, але оточуючі вважають, що вона була відсутня через травму, а не анорексію. Саша оголошує, що Келлі Паркер замінить Емілі на змаганнях, і Кейлі теж буде замінена, бо не готова поки не готова змагатися. Лорен просить Саммер вдочерити її. Пейсон, Лорен, Макс та Остін збираються вночі проникнути до зали, щоб допомогти Кейлі повернути колишню форму. Саша дізнається про це та, знаходячи порушників в залі, погрожує вигнати всіх за непокору. Проте Саша дивиться виступ Кейлі та визнає, що вона готова до змагань фізично, проте не емоційно. Саша говорить з терапевтом Кейлі, який запевняє, що не дозволив би Кейлі повернутися до тренувань, якби не був упевнений в її психічній готовності. Наступного дня, Саша оголошує тих, хто вирушить з командою на Всесвітні Змагання: Тесс Гранде, Енні Діллон і Кейлі Круз. Останній член команди визначиться за результатами тренувань. | 9 травня 2011        |
|         | |                      |
| 2.18    | І пес з’їв пса (англ. Dog Eat Dog) Макс і Пейсон ховають цуценя, яке знайшли під час спільної пробіжки. Шила, менеджер Келлі Паркер, приїжджає в «Рок» і вішає при вході в зал банер з зображенням Келлі. Лорен підозрює серйозні стосунки між Максом і Пейсон. Саша повідомляє про вільне місце в команді. Келлі Паркер сподівається, що його займе Тесс. Шила, агент та мати Келлі, тисне на неї, кажучи, що їй не варто бути в центрі уваги разом з Кейлі, бо на кону забагато грошей. Після розорення компанії, у Боулдер повертається Марк і шукає роботу. Остін просить у Саші дозволу допомагати Кейлі з тренуваннями та виробляє для неї стратегію, згідно якої варто працювати над опорним стрибком — слабким місцем команди. Коли Кейлі виграє місце в команді, Шила вимагає від доньки доказів анорексії суперниці. Кейлі запрошує заплакану Келлі додому, втішає, та запрошує лишитись на вечерю. Келлі, залишившись одна в кімнаті Кейлі, знаходить її щоденник, де написано: «Я Кейлі Круз і у мене анорексія», і кладе його собі в сумку. | 16 травня 2011       |
|         | |                      |
| 2.19    | Що приховує брехня (англ. What Lies Beneath) Шила звинувачує доньку в тому, що дозволила Кейлі отримати підтримку «Healthy Bar» та переконує видати секрет Кейлі. Саша працює з Лорен та додає складніші елементи в її програму на колоді. Маркус говорить Кім, що в оригінальному відео, яке надіслали в НГО анонімно, видно як Саша відштовхнув Пейсон. Келлі дивується зі слів пресі Кейлі, що Келлі має бути капітаном команди як чинна чемпіонка світу та володар найбільшої кількості медалей. Представники «Healthy Bar» показують Кейлі та її батькам продукт для молодих дівчат в тонусі, що стежать за своїм харчуванням. Кейлі пригнічена через те, що обманює спонсорів. Шила прагне розказати про стан Кейлі та шукає допомоги в Хеллен Білз. Пейсон розповідає Кейлі, що її батьки в боргах і не можуть поїхати на змагання. Кейлі пропонує їй представляти «Healthy Bar» замість себе, а Макс погоджується попрацювати над презентацією, яка доведе, що Пейсон — ідеально підходить до реклами. Макс усамітнюється після того, як Лорен наполегливо пристає до нього на вечірці, а Пейсон визнає, що можливо закохана в Макса. Коли Остін знаходить п’яного Макса, той цілує друга та визнає себе бісексуалом. Хеллен Білз розуміє, хто винен у тому, що її звинуватили в скандалі з відео, вона обіцяє не видавати Лорен, але відплатити тією ж монетою. Вона радить Саммер запитати у Стіва, хто послав обрізане відео НГО, чим змушує Лорен зізнатися. Зрозумівши, що Стів і Лорен так довго тримали все в таємниці, вона відмовляється мати з ними щось спільне. Спустошена Лорен їде в машині разом з Максом, у них врізається вантажівка. | 23 травня 2011       |
|         | |                      |
| 2.20    | Все нарізно (англ. Worlds Apart) Внаслідок аварії, Лорен відбулася парою подряпин, а Макс має струс мозку та зламану ключицю. Лорен просить покликати Саммер, представляє її як свою мати. Коли Лорен відвідує Макса, він думає, що це Пейсон. Пізніше команда їде на Чемпіонат Світу в Ріо, де змагатимуться проти фаворитів — Китаю та Росії, і їх лідерів — Ченжи Чо та Іванки Кириленко. У кваліфікації Лорен, Пейсон і Кейлі виступають погано, Келлі ледь рятує ситуацію хорошим виступом на різновисоких брусах. В кінці кваліфікаційного раунду вони замикають четвірку найкращих. Після такого провалу, Саша змушує дівчаток розставити всі крапки над «i»: Келлі визнає, що заздрить дівчаткам з «Рок», адже вони одна команда і завжди підтримують одна одну. Келлі розповіла, що її мама відмовилася від стипендії на користь спонсорів, коли дівчині було 9 років. Лорен говорить Пейсон, що Макс любить її. Всупереч НГО, але за підтримки команди, Кейлі розказує пресі, що була хвора на анорексію. Перед виступом на колоді, Лорен визнається Саші, що саме вона надіслала фото поцілунку Саші та Пейсон. Саша прощає спортсменку, допомагає Лорен утриматись на четвертій позиції. На опорному стрибку Пейсон травмує ногу після першої спроби, і, розуміючи, що не зможе виступити на вільних вправах, вирішує виконати другу спробу, приземлившись на одну ногу. Успішна спроба переміщує команду на другу позицію. Келлі поступається Кейлі своєю спробою на вільних вправах. Збірна США виграє золото у Китаю. Після змагання, Макс зізнається Пейсон у своїх почуттях. Остін заявляє пресі, що закоханий у Кейлі та цілує її. | 23 травня 2011       |

### Сезон 3 (2012)
| № серії | Назва та короткий зміст серії | Дата ефірного показу |
| ------- | --- | -------------------- |
|         | |                      |
| 3.01    | Запах перемоги (англ. Smells Like Winner) Пейсон, Кейлі та Лорен стали на один крок ближче до олімпійського золота, але спочатку вони повинні провести вісім тижнів у Тренувальному Центрі США для остаточного відбору в команду. Новий тренер, нові суперники, нові проблеми — вони повинні докласти багато зусиль. Після неприємних новин Пейсон намагається зосередитися на тренуваннях, Кейлі розривається між хлопцем і товаришами по команді, а Лорен переживає, що її нові ексклюзивні парфуми викликають у неї запаморочення. Тим часом, незапрошена гімнастка, Джордан Рендал, сповнена рішучості отримати місце в тренувальному центрі. | 26 березня 2012      |
|         | |                      |
| 3.02    | Двоє це команда (англ. It Takes Two) Тренер МакІнтайр вирішує об’єднати дівчат у пари, щоб вони засвоїли, що хоча гімнастика — індивідуальний спорт, вони поїдуть на Олімпіаду не поодинці. Такого тренування дівчата не очікували, особливо коли Лорен опинилася в парі з Пейсон, а Кейлі з Келлі Паркер. Кейлі не уявляє як зможе уявити як житиме разом з Келлі після недавньої зради. А Пейсон та Лорен, абсолютні протилежності, мають дійти спільної думки. Тим часом, Остін підштовхує Кейлі до обмірковування кар'єри після Олімпіади. | 2 квітня 2012        |
|         | |                      |
| 3.03    | Час не чекає (англ. Time is of the Essence) Залишилося всього шість тижнів до Олімпіади, а жіноча збірна з гімнастики з кожним днем стає все менше схожою на збірну. Тренер Мак має намір привести команду до належного стану так, як він робив раніше, коли був головним тренером чоловічої збірної. Проблема в тому, що дівчатка не реагують на його жорсткі методи, та не стають кращими. Знаходячись під пильним наглядом НДО, тренер Мак відчайдушно намагається покращити ситуацію. Тим часом, навіть перебуваючи в Тренувальному Центрі, Пейсон все ще мучиться через скандальний поцілунок з Сашею. | 9 квітня 2012        |
|         | |                      |
| 3.04    | Хворобливе дорослішання (англ. Growing Pains) Половина шляху до Тренувального Центру вже позаду. Дівчата готуються до батьківського дня. Кейлі нервує через роль судді в батьківських суперечках та вирішує привести на сімейну вечерю Остіна як свого хлопця. На жаль, батько Кейлі та Остін швидко порозумілися. Пейсон шокована неприємною звісткою від батька, а Шила робить все можливе, щоб зробити Келлі улюбленцем тренера МакІнтайра. В цей час Пейсон намагається переконати Лорен звернутися до лікаря. | 16 квітня 2012       |
|         | |                      |
| 3.05    | Мрій! (англ. Dream On) Після чергового відбору в Олімпійську збірну, чиїсь мрії зруйнуються. Щоб стати ближчими до фінального відбору в команду, дівчата мають спершу пройти проміжний. Але легше сказати, ніж зробити, враховуючи проблеми кожного. Келлі змушена розбиратися зі своєю матір'ю, яка ніяк не відстане від Кейлі. Лорен відчуває стрес через постійні нагадування про проблеми зі здоров'ям з боку Пейсон. А ще у команді з’явився зрадник, що вносить смуту в команду. Тим часом, обов'язкова комендантська година, влаштована тренером, створює проблеми в особистому житті Пейсон. | 23 квітня 2012       |
|         | |                      |
| 3.06    | Прислухайся до Всесвіту (англ. Listen to the Universe) Лорен пригнічена, почувши від лікаря про необхідність операції на серці. Сподіваючись допомогти подрузі, Пейсон знаходить іншого лікаря та намагається переконати його провести експериментальну процедуру зі швидшим відновлювальним періодом. Ріго допомагає Пейсон. Кейлі змушена ділити кімнату з Джордан, але вони вирішують всі розбіжності і знову стають друзями. Джордан погоджується допомогти Кейлі прикрити Пейсон, аби Венді Кепшоу нічого не помітила. Венді обмовляє Джордан. Коли Остіна відсіяли з Олімпійської збірної, він звинувачує у цьому Кейлі, що спричиняє їх розставання. Кейлі йде до Остіна, щоб виправити ситуацію, але вже запізно — вона знаходить лише коробку зі своїми речами, які він збирався повернути. Лорен вибачає Пейсон. Наприкінці епізоду Пейсон втрачає цноту з Ріго. | 30 квітня 2012       |
|         | |                      |
| 3.07    | Правда, як вона є (англ. Truth Be Told) Після експериментальної неінвазивної процедури, Лорен потрібен час на відновлення, а це значить, що вона поки не може тренуватися. Пропозиція Джейка подумки уявляти свої програми, ведуть до зближення з Лорен. Коли в центр приїжджає тренер Рей, аби допомогти з вільними програмами, Джордан втрачає контроль через хвилювання. Венді має хитрий план, мета якого — вивести Кейлі з гри. Джордан допомагає Кейлі впоратися з розривом стосунків. | 7 травня 2012        |
|         | |                      |
| 3.08    | Дружба об’єднує (англ. United Stakes) Пейсон, ризикуючи втратити місце в команді, вирішує переробити свою довільну програму. Кейлі перебуває у скруті, коли Джордан не приймає її допомогу. Все ще відновлюючись після операції, Лорен робить все можливе, щоб потрапити на Олімпіаду. Кейлі збита з пантелику, коли її тест на допінг виявляє заборонену речовину. Кейлі намагається домогтися звільнення тренера Рея, через його тривалі домагання Джордан. Підступний план Венді Кепшоу терпить невдачу. В кінці серії Кейлі, Пейсон, Лорен і Джордан, яка стала близьким другом для інших, потрапляють в Олімпійську команду. | 14 травня 2012       |